# Feldbach (Autriche)
Pour les articles homonymes, voir Feldbach.
Feldbach est une commune autrichienne du district de Südoststeiermark en Styrie.

## Géographie
À vol d'oiseau, Feldbach se trouve à 37 km à l'Est du centre-ville de Graz, à 144 km au Sud de Wien, à 48 au Nord de Maribor.
Elle se situe dans la vallée du Raab, qui coule ici d'Ouest en Est.
Il y a 17 millions d'années la zone était volcanique, la pierre des sols est du tuf. La fin du volcanisme dans la région est comprise entre 3,2 et 11 millions d'années.

## Histoire
La zone est occupée depuis au moins le néolithique, et furent découvertes des tombes du Hallstatt. 
La première mention écrite du lieu date de 1188, mais il commence à se développer réellement à partir de 1265, par le commerce.
À partir de la seconde moitié du XVe siècle, la région autour de Feldbach subit des raids Turcs et Hongrois. La ville est plusieurs fois détruite et pillée. De plus, elle connaît aussi des problèmes avec les féodaux, tel Andreas Baumkircher (de), qui la dévaste en 1469. Les habitants construisent alors le Feldbacher Tabor (de), forteresse autour de l'église. En 1605 un raid turc envahi de nouveau la ville, mais échoue à prendre cette fortification.
En 1615, c'est toute la ville qui est entourée d'un rempart. Ce n'est qu'au XVIIIe siècle que le Tabor perd toute fonction défensive, et est alors utilisé comme entrepôt.
En 1873, Feldbach est relié au réseau de chemin de fer, à la suite de la construction par une société Hongroise d'une ligne Körmend-Graz. Cette nouveauté apporte du stimulant à la ville, doublé par le fait que sa voisine, Bad Gleichenberg (à 9 km au Sud) devint à partir de 1834 une importante station thermale.
Au début de la Première Guerre mondiale est installé un camp de prisonniers sur la commune, qui reçoit plus de 40 000 soldats en 1915. Mais à la suite de la possibilité d'une percée des troupes italiennes, ces derniers sont transférés dans l'Est de la Hongrie. Le camp est alors converti en hôpital doté de 6 500 lits. 
En 2015 sont rattachées à Feldbach six ex-municipalités, ce qui agrandit grandement le territoire de la commune.

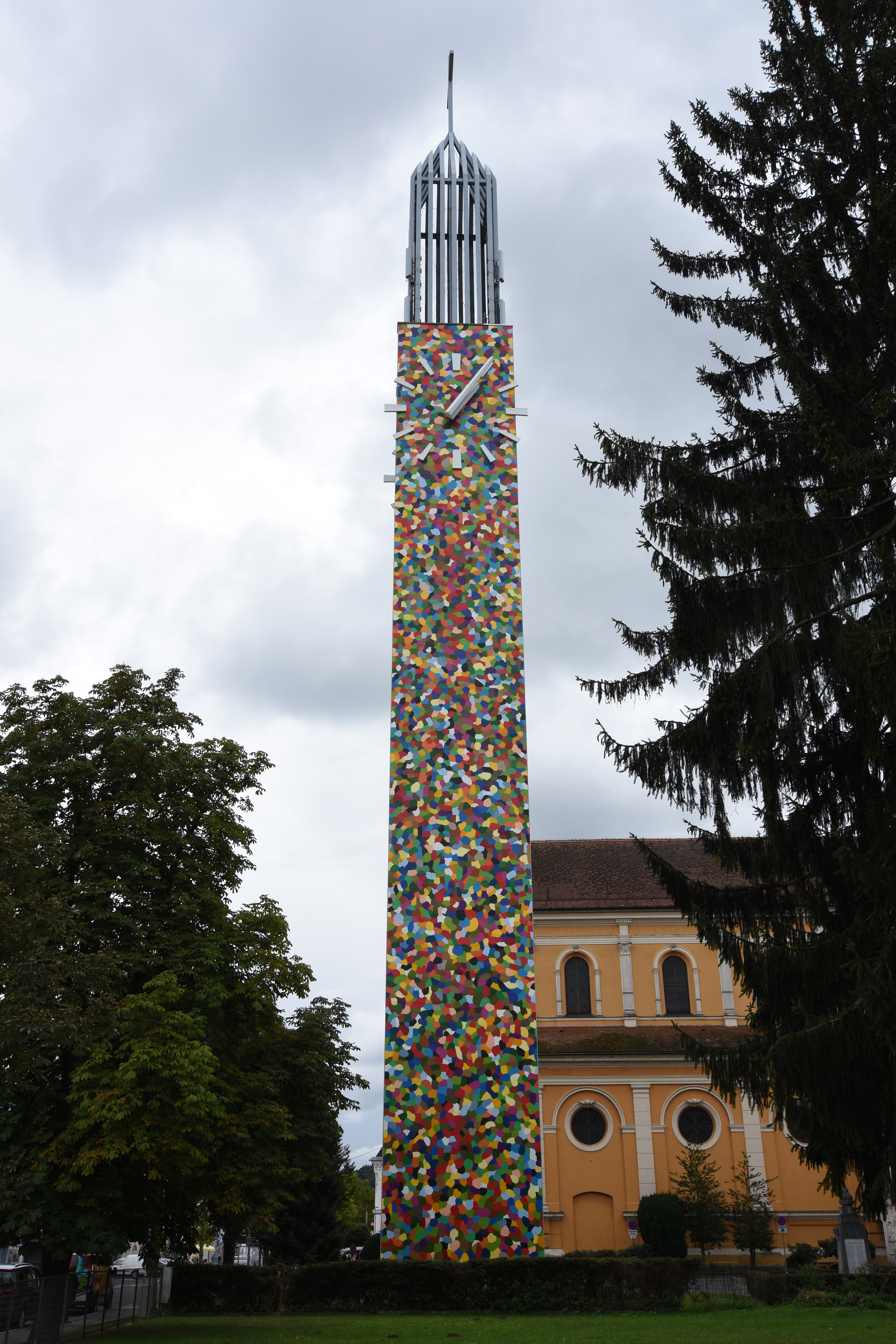
Clocher de l'église Saint-Léonard, par Gustav Troger.
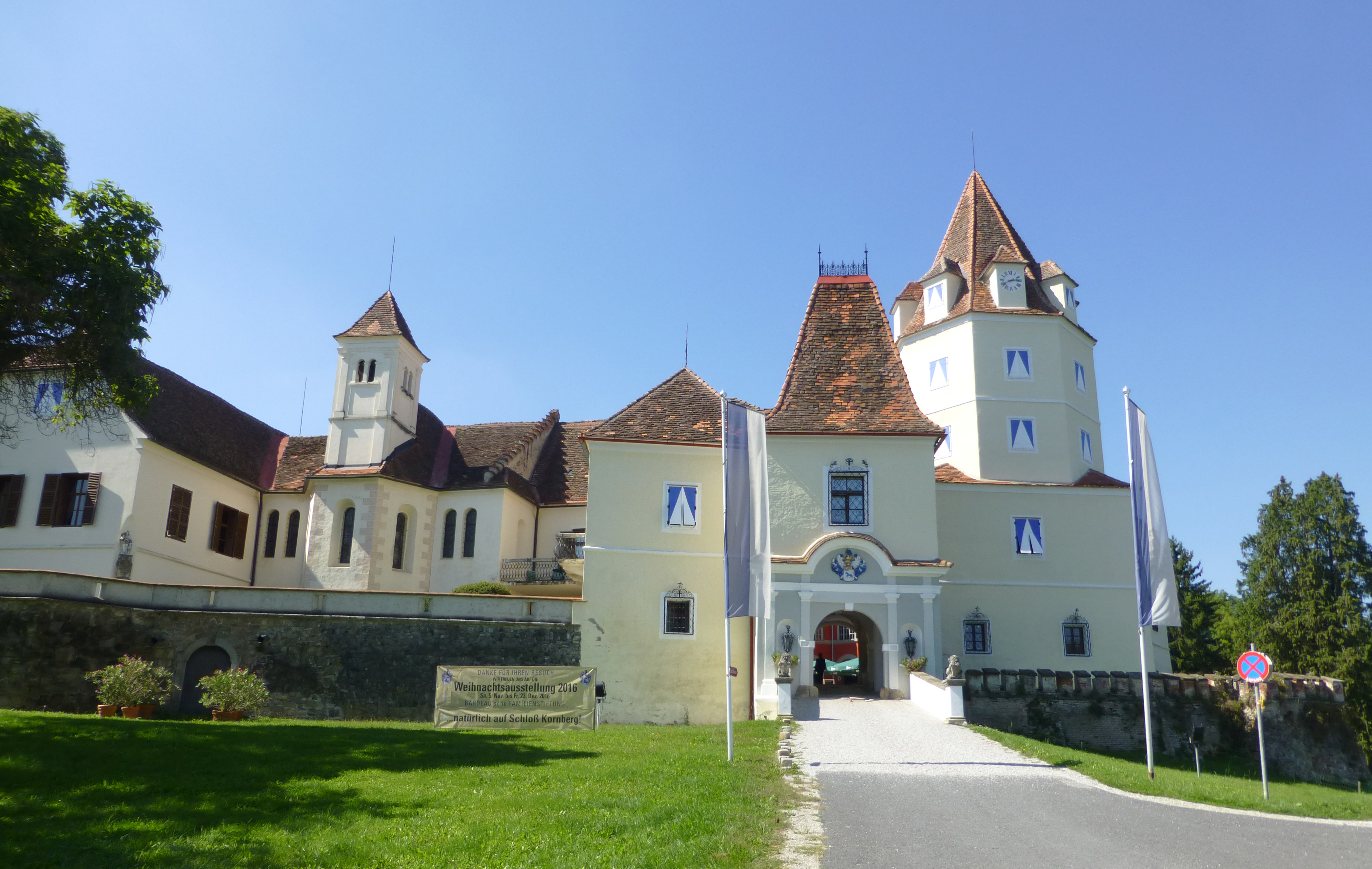
Le château de Kornberg (propriété privée mais accessible pour mariages etc.). Ce bâtiment se trouve à Riegersburg, à 6 km au nord de Feldbach.